# Duncan Atwood
Duncan Fuller MacTavish Atwood (ur. 11 października 1955 w Seattle) – amerykański lekkoatleta, oszczepnik.
Zdobył dwa złote medale igrzysk panamerykańskich (San Juan 1979 i Indianapolis 1987). Trzykrotnie był mistrzem Stanów Zjednoczonych (1979, 1980, 1987). Na Igrzyskach Olimpijskich w Los Angeles w 1984 zajął 11. miejsce z wynikiem 78,10 m.
Swój rekord życiowy starym modelem oszczepu (94,06 m) ustanowił 26 lipca 1986 w Eugene. Jego rekord życiowy nowym modelem oszczepu który wynosi 82,73 m, został ustanowiony 26 czerwca 1987 w San Jose.